# Konrad Adenauer
Konrad Adenauer (teljes nevén Konrad Hermann Josef Adenauer) (Köln, 1876. január 5. – Bad Honnef, 1967. április 19.) német politikus, a Német Szövetségi Köztársaság első kancellárja, „az egységes Európa atyja.”

## Élete
Konrad Adenauer 1876. január 5-én, Johann Konrad Adenauer (1833–1906) és Helene Scharfenberg (1849–1919) harmadik gyermekeként látta meg a napvilágot. Az erős katolikus, kispolgári családi háttér alapvetően meghatározta későbbi személyiségét. Középiskoláját Kölnben végezte, 1894. március 5-én tette le az érettségi vizsgát. Ezt követően Freiburgban, Münchenben és Bonnban végezte jogi és közgazdaság-tudományi tanulmányait. Kölnben jogászként dolgozott.
Már fiatalon szerepet vállalt a közéletben, szinte mindegyik egyetemen tagja volt a katolikus diákmozgalomnak. Élete végéig különösen elkötelezett maradt az Arminia Katolikus Diákegylet iránt. Egyetemi évei után csatlakozott a katolikus párthoz (Centrum Párt), 1906 és 1917 között Kölnben polgármester-helyettes.
1917 és 1933 között, majd 1945-ben Köln főpolgármestere volt. A Porosz Államtanács elnöke volt 1921-től 1933-ig. A nemzetiszocialisták felmentették tisztségeiből, nyugdíjazták, majd 1934-ben és a Hitler elleni merénylet után (1944. július 20.) bebörtönözték.
A háború után részt vett a Rajna-vidéki CDU megszervezésében, amelynek elvei a katolikus társadalmi tanításra épültek. Az országosan egységesülő pártnak is vezető személyiségévé vált. 1948-ban a nyugat-német alkotmányt kidolgozó Parlamenti Tanács elnöke és egyben irányítója. Az 1949-ben kancellárrá választott Adenauer (Nyugat-) Németországban stabil demokráciát kívánt létrehozni, és a háborús vereség utáni elszigeteltség, kiszolgáltatottság leküzdése érdekében célul tűzte ki az ország csatlakozását az akkor alakuló európai, illetve atlanti szervezetekbe. Ez a törekvés vezette őt a francia külügyminiszter, Robert Schuman tervének felkarolására is, ami elvezetett az Európai Szén- és Acélközösség, végül hat állam részvételével az Európai Gazdasági Közösség létrejöttéhez.
Ő volt a Német Szövetségi Köztársaság (Nyugat-Németország) első szövetségi kancellárja (1949 szeptemberétől 1963 októberéig). 1951 és 1955 között egyben külügyminiszter. Az ő kezdeményezésére lett Bonn az NSZK fővárosa. 1956-ban a Szabaddemokrata Párt (FDP) kilépett az uniós pártokkal létesített koalícióból. Az 1961. évi választásokon az uniós pártok elvesztették többségüket. Adenauer 1962-ben ismét a szabaddemokratákkal alakított koalíciós kormányt. Utódja a szövetségi kancellári poszton 1963-tól Ludwig Erhard volt.

## Külpolitikája
Külpolitikájának fő jellemzői:
- az ország szuverenitásának helyreállítása
- az NSZK integrálása Nyugat-Európába: Kancellársága alatt csatlakozott az NSZK az Európa Tanácshoz (1949), az Európai Szén- és Acélközösséghez (1951), a NATO-hoz (1955). 1957-ben Adenauer írta alá az NSZK részéről az Európai Gazdasági Közösség létrehozásáról szóló nemzetközi szerződést, a római szerződést
- a nyugatnémet-francia szövetség erősítése – Megkötötte a francia-német együttműködési szerződést (1963)
- az NDK el nem ismerése (Hallstein-doktrina)
- Kancellári működése alatt szorosabb kapcsolatokat alakított ki Franciaországgal és a Szovjetunióval, 1955 szeptemberében utóbbiba el is látogatott; ezután diplomáciai kapcsolat létesült a két ország között.
- az USA külpolitikájához való alkalmazkodás

## Pártvezetőként
A legnagyobb hatású kereszténydemokrata politikusok egyike volt. 1945-ben a Kereszténydemokrata Unió (Christlich-Demokratische Union, CDU) alapító tagja. A brit megszállási övezetben működő szervezet elnöke (1946 – 1950), a párt országos elnöke volt 1950-től 1966-ig.
Vezetése alatt a CDU befolyásos tömegpárttá vált.

## Gazdaságpolitikája
Nyugat-Németország újjáépítését tűzte ki célul. A Marshall-tervre és Ludwig Erhard neoliberális gazdaságpolitikájára támaszkodva gyors gazdasági fellendülést ért el és sikerült a szociális ellentéteket csökkentenie.

## Főbb művei
- Erinnerungen (4 kötet, 1965–1983)
- Reden 1917 – 1967 (1975–1979)
- Briefe (1983-tól)

### Magyarul
- Konrad Adenauer kancellár beszéde az első nyugatnémet kormány programjának vitájában, 1949; ford., bev. Mucsi András; JATEPress, Szeged, 2006 (Documenta historica)
- „A demokrácia számunkra világnézet”. Beszédek és beszélgetések, 1946–1967; Konrad-Adenauer-Stiftung, Bp., 2013